# Князі Ругіїв

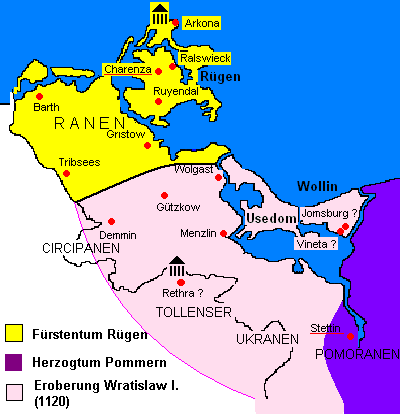
Князівство Ругіїв у 1150 р. (виділено жовтим)

Князі Ругіїв — список правителів князівства Ругіїв (Руян, Рюген), північно-західних слов'ян племенного союзу ругіїв (руянів).
З 6 століття острів Руян та прилеглі території Балтійського узбережжя були заселені слов'янським племенем ругіїв. Вони були одним з наймогутніших полабських племен, що проживали між Ельбою та нижньою Віслою. Слов'яни створили тут власну державу, княжою резиденцією була Кореніца в центрі острова, але осередком розвитку і торгівлі була фортеця Аркона на крайньому північному краю острова Руян. Тут також була резиденція впливового язичницького первосвященика культового храму бога Святовида. Ці терени були останнім бастіоном слов'ян в Західній Європі. Це сталося після того, як германські війська зруйнували південне місто Радогощ іношо полабського племені ратарів, яке на той час служило провідним релігійним центром Лютицького союзу. 
У 8-11 століттях ця територія була одним із важливих центрів спротиву балтійських слов'ян, які стикалися з неодноразовими набігами вікінгів. 1168 року князі Ругіїв потрапили під владу данського короля Вальдемара I, після його вторгнення та знищення Святилища Святовида. Тоді ж князь Яромар I змушений був прийняти християнство.
Після смерті князя Віслава III, а до цього раньої смерті його сина-спадкоємця Яромара IV, у 1325 році князівство Ругіїв перейшло до рук князів з династії Поморської-Вольгаст. В першій половині XV століття Рюген на короткий час знову став незалежним.
Під час Тридцятилітньої війни острів кілька разів перебував під владою Альбрехта Валенштейна та шведів. Після укладення Вестфальського миру Рюген увійшов до складу Швеції. У 1815 році після Наполеонівських війн острів увійшов до складу Пруссії. Після Другої світової війни Рюген став частиною Німецької Демократичної Республіки.

## Князі Ругіїв
- ~955 Вислав
- ~1066 Круто
- ~1100 Гринь
- ~1138 Ратислав

1168–1325 васальне князівство королів Данії

- 1162–1170 Теслав
- 1170–1218 Яромар I
- 1218–1222 Барнута
- 1222–1249 Віслав І
- 1249–1260 Яромар II
- 1260–1302 Віслав II
- 1260–1285 Яромар III
- 1302–1304 Самбор І
- 1302–1325 Віслав III

з 1325 року входить до Померансько-Вологоського князівства або Вольгаст-Ругія

- 1325–1326 Вартислав IV
- 1326–1368 Богуслав V, Вартислав V, Барним IV
- 1368–1372 Вартислав VI, Богуслав VI
- 1372–1394 Вартислав VI
- 1394–1415 Вартислав VIII
- 1415–1432/36 Святобор II
- 1432/36–1451 Барним VIII
- 1451–1457 Вартислав IX
- 1457–1478 Вартислав X

з 1474 у складі Вологоського князівства Західного Помор'я

- 1474–1523 Богуслав X Великий